# 克拉克斯顿 (华盛顿州)
克拉克斯顿（英文：Clarkston），是美国华盛顿州阿索廷县下属的一座城市。根据2000年美国人口普查，该市有人口7,337人。根据2010年美国人口普查，该市有人口7,229人。而2011年估计该市有7,331人。
1993年，瓦拉瓦拉社區大學在克拉克斯顿成立分校來為周遭地區提供服務，至今仍是當地的主要學府。
本市的郵遞區號為99403，是全美國本土中的最高位。

## 外部連結
- （英文） 官方網站 （页面存档备份，存于）
- （英文） 克拉克斯顿的歷史 （页面存档备份，存于）在HistoryLink